# Namibiola abachi
Namibiola abachi är en insektsart som beskrevs av Pieter D. Theron 1986. Namibiola abachi ingår i släktet Namibiola och familjen dvärgstritar. Inga underarter finns listade i Catalogue of Life.